# شهرستان شارانسکی
شهرستان شارانسکی (به لاتین: Sharansky District) یک شهرستان در روسیه است که در باشقیرستان واقع شده‌است.